# Roberto Burini
Roberto Burini (Lecco, 29 giugno 1958 – Lecco, 17 aprile 1978) è stato uno sciatore alpino italiano.

## Biografia
Debuttò in Coppa Europa nel 1976 e nel circuito continentale ottenne numerose vittorie. In Coppa del Mondo ottenne due piazzamenti tra i primi dieci, entrambi nella stagione 1977-1978 in slalom speciale: il 15 gennaio a Wengen (8º) e il 12 febbraio a Chamonix (10º). Il 17 aprile 1978 morì, non ancora ventenne, in un incidente stradale presso la sua città natale, Chiuso.

## Palmarès

### Coppa del Mondo
- Miglior piazzamento in classifica generale: 52º nel 1978